# فرودگاه تجکجه
فرودگاه تجکجه (به انگلیسی: Tidjikja Airport) یک فرودگاه همگانی با کد یاتا TIY است که یک باند فرود آسفالت دارد و طول باند آن ۱۶۰۰ متر است. این فرودگاه در کشور موریتانی قرار دارد و در ارتفاع ۴۰۱ متری از سطح دریا واقع شده است.